# ديفيد كرشتون
ديفيد كرشتون هو متزحلق حر كندي، ولد في 20 أكتوبر 1983.